# Asson
Asson es una comuna francesa, situada dentro del departamento de los Pirineos Atlánticos y de la región de Aquitania.

El gentilicio francés para los nacidos en esta comuna es Assonais.

## Geografía
Es la comuna más grande del valle del Ouzom.

## Demografía
| 1896 | 1901 | 1926 | 1962 | 1968 | 1975 | 1982 | 1990 | 1999 |
| ---- | ---- | ---- | ---- | ---- | ---- | ---- | ---- | ---- |
| 2520 | 2518 | 1840 | 1506 | 1527 | 1676 | 1644 | 1652 | 1771 |